# Millenium Communications
Millenium Communications este o agenție de relații publice din România, înființată în anul 1998.
În paralel cu agenția de Relații Publice, compania a dezvoltat trei proiecte proprii: AdPrint, Gala Societății Civile, Internetics.
Tot în 1998 s-a înființat și divizia de BTL.
Millenium Communications are, în prezent, trei divizii separate: PR, BTL și Proiecte proprii.
Cifra de afaceri în 2007: 2,6 milioane euro